# Horb am Neckar
Horb am Neckar es una ciudad alemana ubicada en el distrito de Freudenstadt, en el estado (en alemán, bundesland) de Baden-Württemberg. Tiene una población estimada, a fines de 2020, de 25.092 habitantes.
Está situada aproximadamente a mitad de camino entre Stuttgart (alrededor de 40 km al norte) y Rottweil (unos 45 km al sur).
Es la ciudad natal del escultor Veit Stoss.

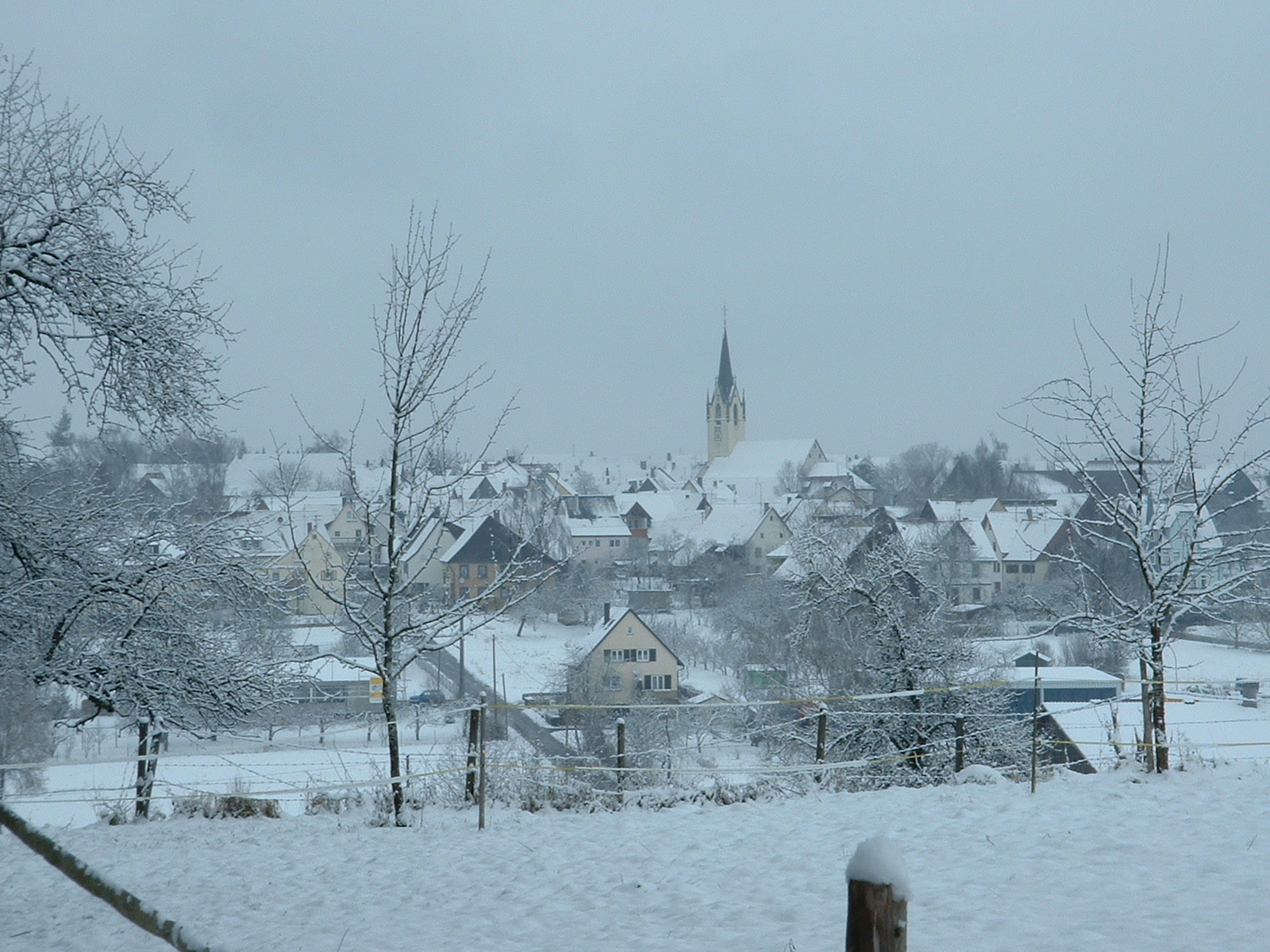
Vista de la localidad nevada.

## Ciudades hermanadas
- Haslemere, Reino Unido, desde 1991
- Salins-les-Bains, Francia, desde 1991
- San Justo Desvern, España, desde 1999